# Horní Životice
Horní Životice (en allemand : Seitendorf ; en polonais : Żywocice Górne) est une commune du district de Bruntál, dans la région de Moravie-Silésie, en République tchèque. Sa population s'élevait à 347 habitants en 2021.

## Géographie
Horní Životice se trouve à 3 km à l'est de Horní Benešov, à 13 km à l'est-sud-est de Bruntál, à 48 km à l'ouest-nord-ouest d'Ostrava et à 230 km à l’est de Prague.
La commune est limitée par Sosnová au nord, par Velké Heraltice à l'est, par Svobodné Heřmanice et Staré Heřminovy au sud, et par Horní Benešov à l'ouest.

## Histoire
La première mention écrite de la localité date de 1265.

## Transports
Par la route, Horní Životice se trouve à 3 km de Horní Benešov, à 16 km de Bruntál, à 62 km d'Ostrava et à 301 km de Prague.